# Хиллен, Элсемике
Франсиска Элизабет Мария (Элсемике) Хиллен (до замужества — Хавенга) (нидерл. Francisca Elisabeth Maria (Elsemieke) Hillen (Havenga), 30 сентября 1959, Гаага, Нидерланды) — нидерландская хоккеистка (хоккей на траве), нападающий. Олимпийская чемпионка 1984 года, трёхкратная чемпионка мира 1978, 1983 и 1986 годов, серебряный призёр чемпионата мира 1981 года, чемпионка Европы 1984 года.

## Биография
Элсемике Хиллен родилась 20 октября 1959 года в нидерландском городе Лейден.
Играла в хоккей на траве за «Амстердамсе».
В 1984 году завоевала золотую медаль чемпионата Европы в Лилле.
В том же году вошла в состав женской сборной Нидерландов по хоккею на траве на летних Олимпийских играх в Лос-Анджелесе и завоевала золотую медаль. Играла на позиции нападающего, провела 5 матчей, мячей не забивала.
Трижды выигрывала золотые медали чемпионата мира — в 1978 году в Мадриде, в 1983 году в Буэнос-Айресе, в 1986 году в Амстелвене. Кроме того, в 1981 году завоевала серебро на чемпионате мира в Буэнос-Айресе.
В 90-е годы по окончании игровой карьеры стала работать ведущей новостей телеканалов «Вероника», RTL, Editie NL. В 2008—2009 годах вела передачи на радиостанции 100% NL.
В 2006 году опубликовала публицистическую книгу «Они меняют ситуацию» (Zij maken het verschil). Её героями стали тринадцать людей, которые реализовали свои жизненные цели.